# Mtisubani (Sujumi)
Mtisubani (en georgiano: მთისუბანი; en armenio: Մթիսուբանի) o Abianda (en abjasio: Абианда) es una aldea que pertenece a la parcialmente reconocida República de Abjasia, parte del distrito de Sujumi, aunque de iure pertenece al municipio de Sojumi de la República Autónoma de Abjasia de Georgia.

## Toponimia
Hasta 1943 la aldea era conocida como Beshkardashi (en georgiano: ბეშყარდაში; en armenio: Բեշղարդաշ). 

## Geografía
Mtisubani se encuentra en la ladera sur de la montaña Chumkuzbi, a 18 km de Sujumi. La aldea se administra desde el pueblo de Guma.   

## Historia
El pueblo fue fundado por griegos en 1873 y los armenios llegaron de Trebisonda en 1896.

## Demografía
La evolución demográfica de Mtisubani entre 1959 y 1989 fue la siguiente:
| 114                                                 | 8 |
| (Fuente: Population of Abkhazia since Soviet times) |   |

Antes de la guerra de Abjasia, la mayoría de la población local eran armenios.

## Economía
Los habitantes se dedican al cultivo de tabaco y maíz, a la horticultura y a la apicultura.

## Infraestructura

### Educación
El pueblo tenía una escuela armenia de ocho años, un club y una biblioteca.